# ایریدیم هگزافلوئورید
ایریدیم هگزافلوئورید (به انگلیسی: Iridium hexafluoride) با فرمول شیمیایی IrF۶ یک ترکیب شیمیایی با شناسه پاب‌کم ۳۰۱۴۵۸۷ است. که جرم مولی آن 306.207 g/mol می‌باشد. شکل ظاهری این ترکیب، جامد زرد است.